# Прелюдия (музыка)
Прелю́дия (от лат. prae… — перед и лат. ludus — игра) — короткое музыкальное произведение, не имеющее строгой формы. В период зарождения прелюдии всегда предшествовали более длинному, сложному и строго оформленному произведению (отсюда название), но впоследствии композиторы стали писать прелюдии и как самостоятельные произведения. В прелюдиях часто встречается остинато, прелюдии по стилю в целом схожи с импровизацией. Прелюдия может быть вступлением к какому-либо музыкальному сочинению или небольшой самостоятельной пьесой, главным образом для клавесина, фортепиано, органа. Создаются циклы прелюдий и фуг, а также одних прелюдий.

## История
Первыми прелюдиями были произведения для лютни эпохи Возрождения. Это были короткие вступления, предшествовавшие крупным пьесам. Лютнисты часто играли прелюдии, чтобы проверить настройку инструмента или акустику помещения перед выступлением. В XVII веке во Франции начали появляться клавишные прелюдии: в качестве вступлений к частям клавесинной сюиты использовались прелюдии, в которых длительности нот оставались на усмотрение исполнителя. Первым композитором, использовавшим такой жанр, стал Луи Куперен, после него клавесинные прелюдии без обозначения длительностей писали многие композиторы до первой половины XVIII века. Среди них были Жан Анри Д’Англьбер, Элизабет Жаке де ля Герр, Франсуа Куперен и Жан Филипп Рамо, первое опубликованное произведение которого было именно прелюдией. Последние такие прелюдии датируются 1710-ми годами.
Развитие формы прелюдии в Германии XVII века привело к появлению многочастных прелюдий, похожих на клавирные токкаты Иоганна Якоба Фробергера или Джироламо Фрескобальди. В прелюдиях северонемецких композиторов, таких как Дитрих Букстехуде или Николай Брунс, сочетались свободная импровизация и части, написанные по строгим канонам контрапункта (обычно это были миниатюрные фуги). Вне Германии такую модель прелюдии использовал Авраам ван дер Керкховен, один из наиболее известных голландских композиторов той эпохи. Южно- и центральнонемецкие композиторы не следовали такому способу построения прелюдий, и их произведения оставались импровизационными, включая лишь небольшие элементы контрапункта или вовсе обходясь без него.
В течение второй половины XVII века немецкие композиторы начали писать двойные произведения, объединяя прелюдию (или токкату) с фугой в той же тональности. Одним из первых таких композиторов был Иоганн Пахельбель, хотя прелюдии и фуги И. С. Баха более многочисленны и пользуются большей известностью сегодня. Органные прелюдии Баха крайне разнообразны, в них прослеживается как северонемецкое, так и южнонемецкое влияние.
Иоганн Каспар Фердинанд Фишер (ум. 1746) был одним из первых немецких композиторов, перенёсших французский музыкальный стиль конца XVII века на немецкую клавирную музыку, заменяя стандартную увертюру на прелюдию без длительностей нот. Сборник Фишера «Ariadne musica» — это цикл клавирных произведений, состоящий из прелюдий с фугами; прелюдии здесь разнообразны и не подчиняются какой-то общей модели. Этот цикл стал предшественником более известного цикла И. С. Баха, «Хорошо темперированного клавира», состоящего из двух томов, содержащих по 24 прелюдии и фуги. Прелюдии Баха также разнообразны, некоторые напоминают танцы эпохи Барокко, а некоторые содержат двух- или трёхголосный контрапункт.
«Хорошо темперированный клавир» оказал влияние почти на всех значительных композиторов последующих эпох, многие из которых писали свои циклы из 12 или 24 прелюдий, располагавшихся, как и у Баха, по тональностям. Так, Фредерик Шопен написал цикл из 24 прелюдий без фуг (Op. 28), освободив, таким образом, прелюдию от её изначального предназначения вступительной пьесы. С тех пор многие композиторы писали прелюдии как самостоятельные произведения; особенно большое влияние на последующих композиторов оказали два тома импрессионистских прелюдий Клода Дебюсси.
Форму прелюдий использовали и некоторые композиторы XX века, когда сочиняли «сюиты», навеянные музыкой барокко. Такими были прелюдии Мориса Равеля (цикл «Могила Куперена», 1914—1917) и Арнольда Шёнберга (сюита для фортепиано Op. 25, 1921—1923).

## Известные циклы прелюдий
- И. К. Ф. Фишер — Ariadne musica, 1702, 20 прелюдий и фуг в 19 тональностях.
- И. С. Бах — два тома «Хорошо темперированного клавира», 1722 и 1744. Каждый том содержит по 24 прелюдии и фуги в 12 основных мажорных и 12 минорных тональностях.
- Л. ван Бетховен — 2 прелюдии, Op. 39; каждая проходит через все мажорные тональности.
- Ф. Шопен — 24 прелюдии, Op. 28, по одной на каждую употребительную мажорную и минорную тональности.
- К. Дебюсси — два тома по 12 прелюдий, 1910 и 1913. В конце каждой прелюдии стоит её название, в то время как перед ней стоит только римское число, указывающее её номер.
- С. В. Рахманинов — прелюдия Op. 3 № 2, 10 прелюдий Op. 23 и 13 прелюдий Op. 32: всего 24 прелюдии.
- А. Н. Скрябин — 24 прелюдии, Op. 11 и многочисленные более короткие циклы прелюдий.
- П. Хиндемит — Ludus Tonalis, 1940: прелюдия, 11 интерлюдий и 1 постлюдия, перемежающиеся с 12 фугами.
- А. Хинастера — цикл из 12 «Американских прелюдий» (Doce Preludios Americanos), 1946.
- В. П. Задерацкий — цикл из 24 прелюдий и фуг, 1937.
- Д. Д. Шостакович — цикл из 24 прелюдий и фуг, 1951, и более ранний цикл из 24 прелюдий для фортепиано.
- С. М. Слонимский — цикл из 24 прелюдий и фуг, 1994.
- Ж. Бизе — прелюдия к опере «Кармен».